# Watersiana paessleri
Watersiana paessleri är en mossdjursart som först beskrevs av Calvet 1912.  Watersiana paessleri ingår i släktet Watersiana och familjen Vesiculariidae. Inga underarter finns listade i Catalogue of Life.